# Bard-lès-Pesmes
Bard-lès-Pesmes település Franciaországban, Haute-Saône megyében. Lakosainak száma 136 fő (2022. január 1.). Bard-lès-Pesmes Chaumercenne, Montagney, Bresilley, Malans és Pesmes községekkel határos.

## Népesség
A település népességének változása:
| Lakosok száma | 132  | 144  | 146  | 145  | 142  | 139  | 136  | 135  | 136  |
|               | 2013 | 2015 | 2016 | 2017 | 2018 | 2019 | 2020 | 2021 | 2022 |